# Mita (Tokyo)
Pour les articles homonymes, voir Mita.
Mita (三田) est un district de l'arrondissement de Minato (Tokyo) au Japon, situé à proximité de la gare de Tamachi sur la ligne Yamanote, et des stations de métro Akabanebashi (ligne Ōedo) et Mita (ligne Mita).
Mita héberge l'université Keiō, les ambassades du Koweït, d'Italie, de Hongrie, de Papouasie-Nouvelle-Guinée et d'Australie, ainsi que le Mita Hachiman-jinja.